# Kasper Andersen (cyclisme)
Kasper Andersen, né le 1er juillet 2002 à Bagsværd au Danemark, est un coureur cycliste danois.

## Biographie
Avec son coéquipier Tobias Lund Andresen, il remporte l'édition juniors des Six Jours de Copenhague en février 2018.
En août 2020, il s'impose au sprint sur la course en ligne juniors des championnats d'Europe,. Le même mois, il signe un contrat avec l'équipe ColoQuick pour la saison suivante .

## Palmarès sur route
- 2019
  -  Champion du Danemark du contre-la-montre par équipes juniors[5]
- 2020
  -  Champion d'Europe sur route juniors
- 2021
  - 2e du championnat du Danemark du contre-la-montre par équipes
  - 3e du Fyen Rundt
- 2025
  - Tour de la Province de Bielle
  - Hadsten Gade Grand Prix
  - 3e du Gran Premio New York City

### Classements mondiaux
| Année                                 | 2021  | 2022  | 2023  | 2024  |
| ------------------------------------- | ----- | ----- | ----- | ----- |
| Classement mondial                    | 1183e | 1530e | 1843e | 2488e |
| UCI Europe Tour                       | 873e  | 1025e | nc    | nc    |
|                                       |       |       |       |       |
| Légende : nc = non classéSource : UCI |       |       |       |       |

## Palmarès sur piste

### Championnats d'Europe
| Édition / Épreuve                 | Américaine                     |
| Fiorenzuola d'Arda 2020 (juniors) | Or (avec Tobias Lund Andresen) |

### Championnats nationaux
- 2019
  - 3e du championnat du Danemark de poursuite par équipes

### Autres courses
- 2018
  - Six Jours de Copenhague juniors (avec Tobias Lund Andresen)